# Bolitochara trimaculata
Bolitochara trimaculata är en skalbaggsart som först beskrevs av Wilhelm Ferdinand Erichson 1839.  Bolitochara trimaculata ingår i släktet Bolitochara och familjen kortvingar. Inga underarter finns listade i Catalogue of Life.